# Список умерших в 679 году

## Июнь
- 23 июня — Святая Этельдреда — англосаксонская святая.

## Декабрь
- 23 декабря — Дагоберт II — король Австразии (676—679).

## Дата смерти неизвестна или требует уточнения
- Абу Хурайра — сподвижник пророка Мухаммеда.
- Альдгисл — король Фризии (623—679).
- Гунна — французская святая.
- Деодат Неверский — епископ Неверский (655—679), святой.
- Киара — дева ирландская, католическая святая.
- Пероз III — титулярный шахиншах Персии (651—679), военный деятель империи Тан.
- Элфвин — король Дейры (670—679).